# Tyra Banks
Tyra Lynne Banks (født 4. december 1973) er en amerikansk tidligere fotomodel, tv-stjerne, forfatter og en talkshowvært. Hun blev først kendt på catwalken i Paris, Milano, London, Tokyo og i USA, men hendes job som vært/dommer i den amerikanske reality serie America's Next Top Model, siden dets start i 2003 på UPN (senere The CW). Hun været vært for sit eget Emmy-nominerede talkshow, The Tyra Banks Show fra 2005-10. Banks er en af syv kvinder som gentagne gange har været på Time Magazines liste over de 100 mest indflydelsesrige personer.[kilde mangler]

## Tidlige liv
Tyra Banks blev født i Californien. Hun er datter af Caroline London (nu London-Johnson), en NASA fotograf,, og Donald Banks, en edb-konsulent. Hun har en bror, Devin, som fem år ældre. I 1979, da Banks var 6 år gammel, blev hendes forældre skilt. Banks gik på John Burroughs Middle School og dimitterede i 1991 fra Immaculate Heart High School i Los Angeles.

## Karriere

### Modelarbejde
Da Banks var 15 år gammel, begyndte hun som model, mens hun gik i skole i Los Angeles. Hun blev afvist af fire modelbureauer, før hun blev underskrevet af LA Models, og skiftede derefter til Elite Model Management, som 16-årig. Da hun fik mulighed for at lave model-arbejde i Europa, satte hun college på standby og flyttede til Milano. I hendes første sæson, blev hun booket til 25 shows til Paris Fashion Week i 1991. Hun ville senere blive vist på forsiderne af magasiner som Elle, Teen Vogue og Vogue . Hun gik som model for Chanel, Valentino, Fendi og andre. Hun har medvirket i reklamekampagner for Dolce & Gabbana, Yves Saint Laurent, Ralph Lauren og Nike. I midten af 1990'erne, vendte Banks tilbage til Amerika for at være en mere kommerciel model.
Banks var den første afroamerikanske kvinde på forsiderne af GQ og Sports Illustrated Swimsuit Issue. I 1997 modtog hun VH1 prisen for "Supermodel of the Year". Samme år blev hun den første African American der nogensinde blev valgt til forsiden af Victoria's Secret katalog. Hun var en Victorias Secret Angel i perioden 1997-2005.
I 2010 re-underskrev Banks hendes tidligere model agentur IMG Models. Banks er nu en bidragyder til Vogue Italias hjemmeside. Hun har siden begyndt at fokusere på sin filmkarriere og været vært på sit eget tv-show.

### Film- og tv-karriere
Tekst mangler, hjælp os med at skrive teksten

## Udvalgt filmografi

### Film
| År   | Titel                     | Rolle                  | Note(r)           |
| ---- | ------------------------- | ---------------------- | ----------------- |
| 1995 | Higher Learning           | Deja                   |                   |
| 1999 | Love Stinks               | Holly Garnett          |                   |
| 1999 | The Apartment Complex     | Sig selv               | Tv-film           |
| 2000 | Love & Basketball         | Kyra Kessler           |                   |
| 2000 | Life-Size                 | Eve                    | Tv-film           |
| 2000 | Coyote Ugly               | Zoe                    |                   |
| 2002 | Halloween: Resurrection   | Nora Winston           |                   |
| 2002 | Eight Crazy Nights        | Victoria's Secret gown | Stemme            |
| 2004 | Larceny                   | Sig selv               |                   |
| 2007 | Mr. Woodcock              | Sig selv               | Cameo             |
| 2008 | Tropic Thunder            | Sig selv               | Cameo             |
| 2009 | Hannah Montana: The Movie | Sig selv               | Ukrediteret cameo |
| 2018 | Life-Size 2               | Eve                    | Tv-film           |

### Tv-serier
| År               | Titel                        | Rolle              | Note(r)                                        |
| ---------------- | ---------------------------- | ------------------ | ---------------------------------------------- |
| 1993             | Rap fyr i L.A.               | Jackie Ames        | 7 afsnit                                       |
| 1997             | New York Undercover          | Natasha Claybourne | 3 afsnit                                       |
| 1999             | Just Shoot Me!               | Sig selv           | 2 afsnit                                       |
| 1999             | Felicity                     | Jane Scott         | 3 afsnit                                       |
| 2003–2015; 2017– | America's Next Top Model     | Sig selv           | Skaber, vært, dommer og særlig gæst (2 afsnit) |
| 2005–2010        | The Tyra Banks Show          | Sig selv           | Vært                                           |
| 2011             | Mexico's Next Top Model      | Sig selv           | Gæstedommer                                    |
| 2012             | Vietnam's Next Top Model     | Sig selv           | Gæstedommer                                    |
| 2012–2013        | Shake It Up                  | Sig selv           | 2 afsnit                                       |
| 2013             | Asia's Next Top Model        | Sig selv           | Gæstedommer                                    |
| 2014             | Korea's Next Top Model       | Sig selv           | Gæstedommer                                    |
| 2015             | Australia's Next Top Model   | Sig selv           | Gæstedommer                                    |
| 2015             | FABLife                      | Sig selv           | Vært                                           |
| 2015–2016        | Black-ish                    | Gigi Franklin      | 2 afsnit                                       |
| 2017             | The New Celebrity Apprentice | Sig selv           | 3 afsnit                                       |
| 2017–2018        | America's Got Talent         | Sig selv           | Vært                                           |
| 2019             | Germany's Next Topmodel      | Sig selv           | Gæst                                           |
| 2020             | Celebrity Watch Party        | Sig selv           | 6 afsnit                                       |
| 2020–            | Dancing with the Stars       | Sig selv           | Vært                                           |